# AJ George
Adriel Jared George (São João, 6 de dezembro de 1996) é um futebolista profissional Antiguano que joga em Mansfield Town e foi coroado da Seleção Antiguana de Futebol.

## Carreira no clube
Ele fez sua estréia da Liga de Futebol pela Oxford United durante a derrota por 1 a 0 contra o Northampton Town na temporada 2015-16 antes de ser lançado pelo clube em maio de 2016.
Ele se juntou a Mansfield Town em 2016 e jogou pelas equipes de desenvolvimento do clube. Em fevereiro de 2017 ele se juntou à Mickleover Sports por empréstimo. Em novembro de 2017 ele se juntou a Hednesford Town por empréstimo. Em março de 2018 ele se juntou a North Ferriby United por empréstimo.

### Carreira internacional
Ele fez sua estreia internacional para Antígua e Barbuda em 2016, em 23 de março, em uma partida pelo Qualificação da Taça do Caribe contra Aruba, onde também marcou seu primeiro gol pela seleção.

### Gols Internacionais
Pontuações e resultados Lista de golos de Antígua e Barbuda primeiro.
| Gol | Data                | Local                                          | Oponente | Ponto | Resultado | Competição                                   |
| --- | ------------------- | ---------------------------------------------- | -------- | ----- | --------- | -------------------------------------------- |
| 1.  | 23 de março de 2016 | Estádio Sir Vivian Richards, Antígua e Barbuda | Aruba    | 2–1   | 2-1       | Qualificações para da Copa do Caribe de 2017 |

## Ligações Externas
- (em inglês) Adriel Jared George Profile na Rage Online
- (em inglês) Proifle em Aylesbury United